# 홍만조
홍만조(洪萬朝, 1645~1725)는 본관은 풍산(豊山). 자는 종지(宗之), 호는 만퇴(晩退). 대사헌 홍이상(洪履祥)의 증손으로, 할아버지는 남원부사 홍탁(洪𩆸)이고, 아버지는 현감 홍주천(洪柱天)이며, 어머니는 증 영의정 김광찬(金光燦)의 차녀 김계희(金繼喜)이다.  
1669년(현종 10) 성균관 유생이 되고, 1678년(숙종 4) 증광문과에 병과로 급제한 뒤 검열을 거쳐 지평·정언을 지냈다. 그 뒤 1688년 부수찬, 이듬해 부응교를 거쳐 1690년 충청도관찰사로 나갔다가 다음해 돌아와 승지·전라도관찰사·도승지가 되었다. 
1693년 강화유수가 되고, 1696년 사은부사(謝恩副使)로 청나라에 다녀온 뒤 다시 전라도·강원도·함경도·경상도 및 경기 관찰사를 역임하였다. 
대사간·형조참판·한성부판윤·좌참찬·형조판서를 거쳐, 1718년 우참찬을 지낸 뒤 이듬해 기로소(耆老所)에 들어갔다. 
1721년(경종 1) 판의금부사·좌참찬을 역임하고, 이듬해 판돈녕부사에 이르렀다. 
청렴하고 도량이 넓었다 하며, 묘소는 선산인 아산시 배방읍 세교리에 위치한다.

## 참고 문헌
- 이 문서에는 문화재청에서 공공누리 제1유형으로 배포된 자료를 바탕으로 한 내용이 포함되어 있습니다.